# Kirsten Vlieghuis
Kirsten Vlieghuis (née le 17 mai 1976 à Hengelo aux Pays-Bas) est une nageuse néerlandaise spécialiste des épreuves de nage libre.

## Biographie
Kirsten Vlieghuis participe aux Jeux olympiques d'été à deux reprises, en 1996 et 2000. Elle obtient deux médailles de bronze en 1996, sur 400 m et 800 m nage libre. Après ses derniers Jeux, elle ne réussit pas à se qualifier pour les Championnats du monde 2001 et annonce alors la fin de sa carrière.

## Palmarès

### Jeux olympiques
| Épreuve / Édition         | Atlanta 1996         | Sydney 2000                        |
| 400 m nage libre          | Bronze 4 min 8 s 70  | 10e temps des séries 4 min 11 s 87 |
| 800 m nage libre          | Bronze 8 min 30 s 84 | 10e temps des séries 8 min 35 s 80 |
| 4 × 200 mètres nage libre | 6e 8 min 8 s 48      | -                                  |

### Championnats du monde

#### En grand bassin
- Championnats du monde 1998 à Perth ( Australie) :
  -  Médaille de bronze du 800 m nage libre.

### Championnats d'Europe

#### En grand bassin
- Championnats d'Europe 1995 à Vienne ( Autriche) :
  -  Médaille d'argent au titre du relais 4 × 200 mètres nage libre.

- Championnats d'Europe 1999 à Istanbul ( Turquie) :
  -  Médaille d'argent du 800 m nage libre.

- Championnats d'Europe 2000 à Helsinki ( Finlande) :
  -  Médaille de bronze du 800 m nage libre.

### Championnats d'Europe juniors
- Championnats d'Europe 1990 à Dunkerque ( France) :
  -  Médaille de bronze du 200 m nage libre.

- Championnats d'Europe 1991 à Anvers ( Belgique) :
  -  Médaille d'or du 400 m nage libre.
  -  Médaille d'or du 800 m nage libre.
  -  Médaille de bronze du 200 m nage libre.

## Records

### Records personnels
Ces tableaux détaillent les records personnels de Kirsten Vlieghuis en grand et petit bassin.
| Épreuve          | Temps         | Compétition     | Lieu                          | Date            |
| 400 m nage libre | 4 min 8 s 70  | Jeux olympiques | Atlanta, Géorgie (États-Unis) | 22 juillet 1996 |
| 800 m nage libre | 8 min 30 s 84 | Jeux olympiques | Atlanta, Géorgie (États-Unis) | 25 juillet 1996 |

| Épreuve          | Temps         | Compétition                     | Lieu              | Date            |
| 400 m nage libre | 4 min 4 s 53  | Coupe du monde de natation FINA | Sydney, Australie | 21 janvier 1998 |
| 800 m nage libre | 8 min 21 s 94 | Coupe du monde de natation FINA | Sydney, Australie | 21 janvier 1998 |